# Hebira
Hebira este un oraș în Guvernoratul Mahdia, Tunisia. În 2004 avea 3179 de locuitori.